# 熊本県公安委員会
熊本県公安委員会（くまもとけんこうあんいいんかい）は、熊本県警察を管理するため熊本県知事所轄の下に設置される行政委員会である。5人の委員で組織される。所在地は熊本市中央区水前寺6丁目18番1号である。

## 公安委員
- 委員長
  - 下山史一郎（銀行相談役）
- 委員
  - 小野長門
  - 廣塚昌子
  - 山本隆生
  - 高木絹子（弁護士）

## 下部組織
- 熊本県警察